# Ludmila Jankovcová
Ludmila Jankovcová, rozená Stračovská (8. srpna 1897 Kutná Hora – 5. září 1990 Praha) byla česká a československá politička Československé sociální demokracie, po roce 1948 Komunistické strany Československa, poválečná poslankyně Ústavodárného Národního shromáždění, Národního shromáždění ČSR a ČSSR a ministryně vlád Československa. Po roce 1968 politicky pronásledovaná, signatářka Charty 77.

## Biografie
Narodila se v Kutné Hoře jako Ludmila Stračovská, v Kutné Hoře také navštěvovala střední školu. Mezi lety 1919–1923 studovala Vysokou školu obchodní v Praze, kde získala inženýrský titul a později působila jako středoškolská učitelka v Praze, Teplicích a Košicích. Svého manžela, středoškolského pedagoga Volfganga Jankovce poznala v Košicích, kde vyučovali na stejné škole. Roku 1921 se tamtéž vzali. Během okupace se s ním zapojila do domácího protinacistického odboje, za což byl Volfgang v roce 1941 zatčen a roku 1944 i popraven.
Roku 1922 se stala členkou Československé sociálně demokratické dělnické strany a po druhé světové válce vstoupila do celostátní politiky. V parlamentních volbách v roce 1946 byla zvolena do Ústavodárného Národního shromáždění za ČSSD. V parlamentu setrvala do konce funkčního období, tedy do voleb do Národního shromáždění roku 1948, v nichž byla zvolena do Národního shromáždění za ČSSD ve volebním kraji Ostrava. Stala se místopředsedkyní ČSSD, v níž patřila k levicovému křídlu, které se během únorového převratu v roce 1948 orientovalo na KSČ. Po fúzi ČSSD a KSČ přešla v červnu 1948 do poslaneckého klubu komunistů. Mandát získala i ve volbách do Národního shromáždění roku 1954 (volební kraj Ústí nad Labem) a volbách do Národního shromáždění roku 1960 (po nich poslankyní Národního shromáždění ČSSR). V parlamentu zasedala do své rezignace roku 1963. Pak ji nahradila Jiřina Turečková.
Zastávala i stranické funkce. V červnu 1948 byla při sloučení ČSSD a KSČ kooptována do Ústředního výboru Komunistické strany Československa. V této funkci ji pak potvrdil IX. sjezd KSČ, X. sjezd KSČ, XI. sjezd KSČ, XII. sjezd KSČ a XIII. sjezd KSČ. Z funkce byla uvolněna až v září 1969. V letech 1948–1954 byla navíc členkou politbyra ÚV KSČ a v letech 1954–1963 kandidátkou politbyra. V roce 1955 a znovu letech 1957 a 1967 jí byl udělen Řád republiky.
Podstatná byla její vládní kariéra. Roku 1947 se jako první žena v Československu stala členkou vlády (první vláda Klementa Gottwalda), v níž nastoupila na post ministryně průmyslu. V druhé vládě Klementa Gottwalda (již po únorovém převratu) a ve vládě Antonína Zápotockého (později první vláda Viliama Širokého) byla ministryní výživy (od roku 1950 ministryní potravinářského průmyslu). V letech 1954–1963 byla náměstkyní předsedy vlády (vicepremiérkou) v druhé vládě Viliama Širokého a třetí vládě Viliama Širokého.
V roce 1968 se zapojila do reformního hnutí v KSČ. Po invazi vojsk Varšavské smlouvy do Československa byla v rámci normalizačních čistek z KSČ vyloučena v roce 1970. V roce 1977 podepsala Chartu 77.
Roku 1948 jí bylo uděleno čestné občanství rodného města Kutné Hory a 1950 města Strakonice.